# 全日本学生柔道体重別選手権大会
全日本学生柔道体重別選手権大会（ぜんにほんがくせいじゅうどうたいじゅうべつせんしゅけんたいかい）は、日本の学生柔道の個人戦。毎年10月に日本武道館で開催されているが、2019年度は武道館改修工事のため秋田県立武道館で開催。主催は全日本学生柔道連盟と朝日新聞社。UNIVAS CUP指定大会。

## 概説
1982年に全日本学生柔道選手権大会から独立して第1回大会が開催される。
読売新聞社が大会を後援していた第1回から第20回大会までは正力松太郎杯全日本学生柔道体重別選手権大会という名称だったが、朝日新聞社が大会を後援するようになった第21回大会から正力松太郎杯が除かれ現在の名称となった。女子は1985年に無差別のみで始まったが、翌年2階級になりその後は6階級に増えて、1994年になってようやく男子と同じ7階級で実施されることとなった。2015年以降に大学へ入学した選手は、連盟が定めた必修単位取得数を下回った場合、今大会を始めとした連盟主催の大会には出場できないことが決まった。
2020年9月に開催予定だった今大会は、新型コロナウイルスの影響で延期されることになったが、その後も事態が収拾しなかったために、史上初めて中止になった。2021年10月に開催予定だった今大会も、新型コロナウイルスの影響で延期されることになった。その後11月25日・26日に千葉開催。

## 階級
男子
- 60kg級
- 66kg級
- 73kg級
- 81kg級
- 90kg級
- 100kg級
- 100kg超級

女子
- 48kg級
- 52kg級
- 57kg級
- 63kg級
- 70kg級
- 78kg級
- 78kg超級

## 過去の主な優勝者
オリンピックや世界選手権、全日本選手権で好成績を残したした選手
- 山本洋祐(1982)
- 斉藤仁(1982)
- 正木嘉美(1983、1984)
- 古賀稔彦(1986、1988)
- 持田典子(1986、1988)
- 小川直也(1987、1988)
- 坂上洋子(1988)
- 吉田秀彦(1988、1989、1990)
- 立野千代里(1989)
- 江崎史子(1991)
- 中村佳央(1991、1992)
- 秀島大介(1992)
- 溝口紀子(1992、1993)
- 大熊政彦(1993、1996)
- 楢崎教子(1993、1994)
- 中村兼三(1993、1995)
- 野村忠宏(1994)
- 篠原信一(1994)
- 瀧本誠(1996)
- 日下部基栄(1997)
- 井上康生(1997、1998)
- 鈴木桂治(1999、2000)
- 内柴正人(2000)
- 棟田康幸(2000)
- 薪谷翠(2000)
- 泉浩(2001、2002)
- 塚田真希(2001、2002)
- 平岡拓晃(2003)
- 佐藤愛子(2004)
- 穴井隆将(2004、2005、2006)
- 秋本啓之(2005)
- 杉本美香(2005)
- 福見友子(2005、2006)
- 西田優香(2005、2006)
- 浅見八瑠奈(2008)
- 松本薫(2008)
- 田知本遥(2009)
- 中矢力(2009、2010)
- 山部佳苗(2011、2012)
- 原沢久喜(2012)
- 角田夏実(2013)
- 梅木真美(2013、2014)
- ウルフアロン(2016)
- 朝比奈沙羅(2016)
- 津金恵(2016)
- 出口クリスタ(2016、2017)
- 新添左季(2017)
- 田嶋剛希(2018)

## 放送
大会後、優勝大会同様BS11デジタルで決勝戦を中心に放送。